# イヴォン・ル・ルー
イヴォン・ル・ルー（フランス語: Yvon Le Roux、1960年4月19日 - ）は、フランス・プルヴォルン出身の元サッカー選手、現役時のポジションはセンターバック。

## 略歴
フランス代表として1983年4月23日のユーゴスラビア戦で代表デビュー、通算28試合に出場、1ゴールを挙げた。
1984年のUEFA欧州選手権では3試合に出場して優勝を果たした。1986年のメキシコワールドカップでは3位決定戦のベルギー戦にのみ出場、チームは3位に入賞した。

## タイトル

### 代表
UEFA欧州選手権 : 1984
1986 FIFAワールドカップ : 3位

### クラブ
- モナコ :

クープ・ドゥ・フランス : 1984-85
- マルセイユ

リーグ・アン : 1988-89
クープ・ドゥ・フランス : 1988-89